# Игры Юго-Восточной Азии 1979
10-е Игры Юго-Восточной Азии прошли с 21 по 30 сентября 1979 года в Джакарте (Индонезия); это был первый в истории случай, когда Индонезия принимала эти состязания. Церемонии открытия и закрытия Игр прошли на стадионе «Бунг Карно», открывал Игры президент Сухарто.

## Виды спорта
- Бадминтон
- Баскетбол
- Бокс
- Велоспорт
- Водные виды спорта
- Волейбол
- Гимнастика
- Дзюдо
- Лёгкая атлетика
- Настольный теннис
- Пулевая стрельба
- Сепак такро
- Софтбол
- Стрельба из лука
- Теннис
- Тяжёлая атлетика
- Футбол
- Хоккей на траве

## Итоги Игр
| Место | Страна    | Золото | Серебро | Бронза | Всего |
| ----- | --------- | ------ | ------- | ------ | ----- |
| 1.    | Индонезия | 92     | 78      | 52     | 222   |
| 2.    | Таиланд   | 50     | 46      | 29     | 125   |
| 3.    | Бирма     | 26     | 26      | 24     | 76    |
| 4.    | Филиппины | 24     | 31      | 38     | 93    |
| 5.    | Малайзия  | 19     | 23      | 39     | 81    |
| 6.    | Сингапур  | 16     | 20      | 36     | 72    |
| 7.    | Бруней    | 0      | 1       | 0      | 1     |
| Всего | Всего     | 227    | 225     | 218    | 670   |